# Return of Rock
Return of Rock studijski je album američkog rock glazbenika Jerryja Lee Lewisa, koji izlazi 1965.g.

## Popis pjesama

### A strana
1. A2 "Maybelline" (2:42)
2. A3 "Flip, Flop And Fly" (1:58)
3. A4 "Roll Over Beethoven" (2:44)
4. A5 "Don't Let Go" (1:44)
5. A6 "Herman The Hermit" (1:55)

### B strana
1. B1 "Baby, Hold Me Close" (3:05)
2. B2 "You Went Back On Your Word" (2:02)
3. B3 "Corine, Corina" (2:01)
4. B4 "Sexy Ways" (2:23)
5. B5 "Johnny B. Goode" (2:10)
6. B6 "Got You On My Mind" (3:17)

## Vanjske poveznice
- discogs.com - Jerry Lee Lewis - The Return Of Rock!